# 進化論裁判
進化論裁判（しんかろんさいばん）とは、アメリカ合衆国で制定された、進化論を学校教育の場で教えることを制限する法律、いわゆる反進化論法に対する一連の裁判のことをいう。特に有名な裁判として1925年のスコープス裁判、1982年のアーカンソー州の授業時間均等法裁判などがある。
また1982年の裁判に関わった科学者のひとりであるナイルズ・エルドリッジの著作物『The Monkey Business: A Scientist Looks at Creationism』の邦題でもある。

## 概要と背景

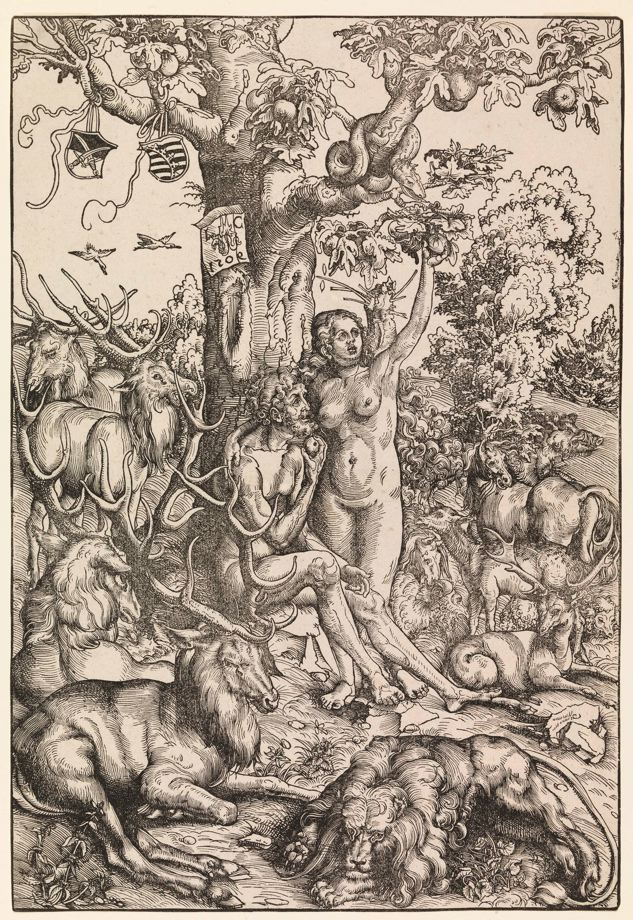
エデンの園のアダムとイヴ：『創世記』には、アダムとイブはヤハウェによって創造されたと記述される。

進化論とキリスト教右派の対立は、科学と宗教の対立としてしばしば取りあげられる。特にアメリカ合衆国における反進化論運動はその顕著な例として知られている。アメリカは伝統的に聖書を重視するプロテスタントの信者が多いが、なかでも聖書の字句を一字一句正しいものとして扱う聖書無誤説をとる福音主義の保守派がその活動の中心となっており、アメリカにおけるキリスト教原理主義の潮流を形成している。
ファンダメンタリストが進化論を問題視するようになったのは、20世紀初頭にアメリカではじまった公立学校教育が始まりとされる。児童を集めて全員に同じカリキュラムを教える公立学校において、生物の時間に進化論を扱うようになったためである。
聖書無誤説では、『創世記』の天地創造に書かれていることも歴史的事実として扱われる（そのため近代聖書批評学の見解を否定する）。すべての生き物はゴッド（『創世記』ではエロヒム）が創造し、海の魚、空の鳥、家畜、地の全ての獣・這うものを人間に治めさせ、人間の祖アダムとイヴはゴッド（ヤハウェ）によって創造されたものなのである（この考え方を創造論といい、これを正しいと主張する人を創造論者という）。したがって、自然界の進化の結果として人が誕生したという結論を導く進化論は、これらの人々にとって言語道断の代物であった。
それまでは進化論の存在自体をないものとしていたファンダメンタリストは、自分たちの子供が進化論を教えられることに反対し、学校教育の場で進化論を教えることを以後様々な手段で阻止していくようになったのである。

## 歴史

### モダニスト・ファンダメタリスト論争（1923年-1924年）
1923年から1924年に、ニューヨークを舞台に「進化論対創造説」議題に論争が交わされた。論者はジョン・ローチ・ストラットン(John Roach Straton) (1875-1929) とチャールズ・フランシス・ポッター (Charles Francis Potter) (1885-1962) であった。「創造説」の論者であったストラットンはカルバリ・バプテスト教会の牧師であり、ファンダメンタリストであった。一方、「進化論」の論者のポッター はウエストサイド・ユニテリアン教会の牧師であり，モダニストであった。
「聖書無謬説」の論点
1日目は「聖書無謬説」を中心に討論された。「創造説」の論拠となった「聖書無謬説」は、1880年代にプリンストン神学校にて生まれたものであった。「聖書無謬説」は「聖書は、神が著者に霊感を与えて書かせたものであり、故に一語一句に至るまで正しい絶対的・超自然的権威」としていたファンダメンタリストが受け入れていた。しかし、聖書の無謬性を示す諸々の証拠であるとするものを提示したのに対して，「聖書無謬説」は「高等批評」(Higher Criticism)の高等批評家によって聖書の誤りや矛盾が次々と発見されていた。
ポッターは「聖書無謬説」の問題点に対し高等批評的見地から反論を展開し，聖書無謬説の脆さを示した
。
また、聖書の超自然的起源を否定しそれをある時代の人間による創作であると位置付けることによって，聖書の絶対的基盤を崩していた。
「進化論」の論点
2日目は「進化論」を中心に討論が展開された。チャールズ・ダーウィンによって体系づけられた科学理論であった。伝統的キリスト教を現代社会に適応させた「モダニスは「進化論」を」が支持していた。進化論の論点は、科学的な妥当性、証拠の信憑性などを討論された。
進化の「起因」の妥当性の問題 があり、獲得形質遺伝を主張したラマルク説、自然選択を主張したダーウィン説、双方とも支持されなくなっていた。
地質学的証拠の信憑性の問題があり、進化論に対し聖書を裏付ける科学的根拠としてジョージ・プライスによる「岩層の配列が「非現実的で不自然な方法」で年代別に分類されてきたと主張し，進化論に代わる「より合理的な」仮説として，かつて世界規模の洪水があったという聖書的見解」を示した。
また、「無数の中間種」がほとんど存在しない問題があった。
論争の勝敗
第一回目の討論では高等批評的見地から反論を展開したポッターが勝利し。2回目の討論では確実性の欠く進化論の証拠を反証したストラットンが勝利した。

### 反進化論法の成立

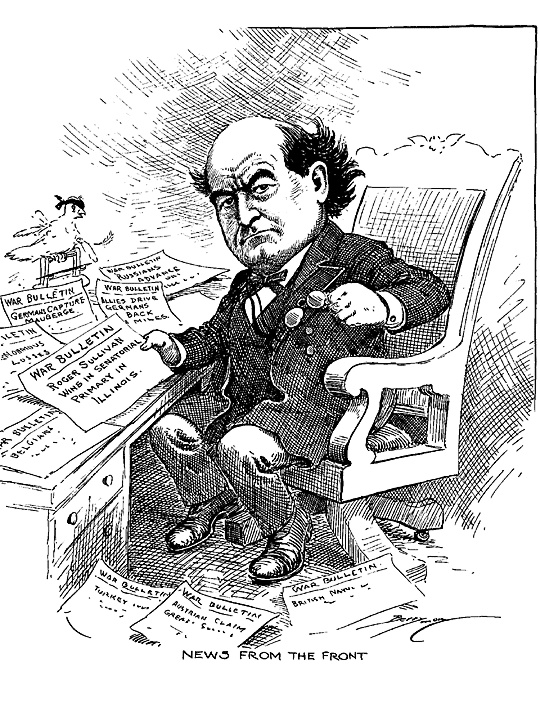
W・J・ブライアン

当初ファンダメンタリストの動きはそれほど組織立ったものではなかった。その状況を変化させたのが、ウィリアム・ジェニングズ・ブライアンの登場だった。ブライアンは民主党の大統領候補に3度選ばれた人物であり、アメリカに婦人参政権と累進課税を導入するよう働きかけた大衆運動家である。
ブライアンはリベラルな思想の持ち主であったが、進化論は、敵を排除することで自分だけが生き残ろうとする非道徳的でキリスト教に反する悪魔の理論とみなしていた。チャールズ・ダーウィンの自然選択説に対する典型的な誤解であるが、これには当時ダーウィニズムの隠喩を社会に当てはめて解釈しようとする社会ダーウィニズムの影響も大きかった。社会ダーウィニズムはその当時、ナチス・ドイツやアメリカなどでの人種差別論や優生学の正当化の根拠となっていたのである。
ブライアンは社会ダーウィニズムから導かれるそのような思想がアメリカに広がることに危機感をもっていた。そして、反キリスト教的理論（進化論）が広まることを阻止するためファンダメンタリストと結びつき、アメリカ各州に公立学校教育の場で進化論を教えることを禁止する法律をつぎつぎと成立させていったのである。

### スコープス裁判（1925年）

ダーウィンの風刺画：進化論が話題になると、しばしばこのような風刺画が書かれた。

これらの反進化論法に対し、裁判の場で争って廃止しようとする動きを主導したのが、アメリカ自由人権協会（ACLU、American Civil Liberties Union、アメリカ市民自由連合、全米自由人権協会）だった。ACLUは表現の自由など様々な市民の自由を守るための活動を続けている団体である。
当時、テネシー州では進化論を教えることが禁じられていた。ACLUは進化論教育を禁じる法律を裁判にもっていくために、進化論を実際に公立学校で教えて逮捕される志願者を広告で募集した。そして実際に教育の場で進化論を教えたとして逮捕されたのがテネシー州デイトンにあるレイ・セントラル高校の理科と体育の教師ジョン・スコープス（1900年8月3日 - 1970年10月21日）だった。もっともスコープス自身は、科学的使命に燃えて殉教者となったわけではなかった。実際にACLUの広告に応募したのは裁判によって町の知名度をあげようとした町の顔役たちであり、スコープスは彼らに頼まれて臨時の生物の授業のときに進化論の話をしたという証言をしただけである。また、スコープスはケンタッキー大学法学部を卒業しているが、生物学や理科教育の専門的なトレーニングを受けていなかった。スコープスは本来レイ・セントラル高校フットボールチームのコーチとして招聘されたのであり、教師としてのキャリアは1924年の年度末に2週間ほど理科の代用教員を務めただけであった。

検察側の代表としてW・J・ブライアンが、そして弁護側の代表として有名な弁護士だったクラレンス・ダロウがでることになった結果、この裁判は全米の注目を集めることになった。これが1925年7月10日から21日まで計10日間、テネシー州デイトンで行われたスコープス裁判 (Scopes Trial) である。アメリカでは、通称モンキー裁判 (Monkey Trial) として知られている。メディアは、テネシー州をサルの州と揶揄し、裁判の模様は全米にラジオ中継された。

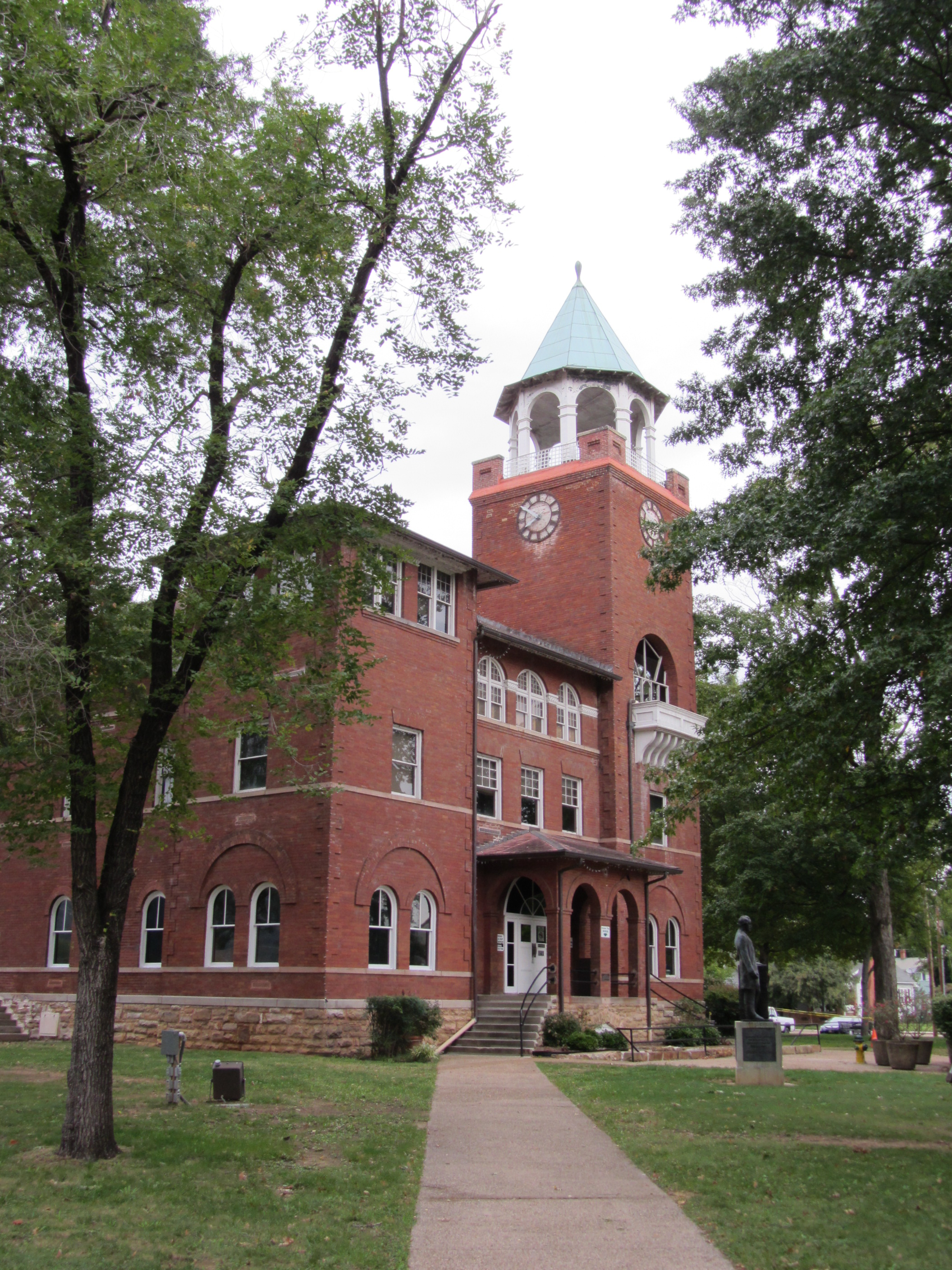
スコープス裁判が開かれたテネシー州デイトンの裁判所

結局、この裁判は進化論教育が行われたかどうかではなく、「聖書の正しさを主張する検察側と進化論の正しさを主張する弁護側のプロパガンダ合戦」となった。スコープスは有罪となり、罰金100ドルが科せられた。弁護側は控訴審で法律の可否を争うつもりだったのである。しかし、控訴した州最高裁では、罰金額がテネシー州の規定に違反して不当に高いとしてこの裁判自体が無効とされることになった。裁判終了後、スコープスは教職を退き、シカゴ大学の大学院で地質学の学位を取得。地質測量技師として石油業界に転身し、1963年に引退するまで勤め上げた。スコープスは引退後の1970年に死去している。
一般にはこの裁判は、ダロウがブライアンに、神が実際に6日間で世界を創造したわけではないかも知れないと認めさせたことから、ダロウの勝ちとされている。しかし、ダロウが罰金額に対して異議を唱えなかったために裁判自体がないものとされてしまい、裁判によって法律を廃止しようとしたACLUの思惑はくずれてしまうことになってしまった。結局1967年にこの法律の廃止が決定されるまで、40年以上もの間、反進化論法が存続することになるのである。また、全国的メディアからはテネシー州を含むアメリカ南東部一帯はバイブルベルトとの異称も付けられる。

### アーカンソー州反進化論法裁判（1968年）
こうした状況が変化したきっかけが1957年のスプートニクショックであった。当時のソビエト（現在のロシア）に人工衛星の打ち上げで先をこされたことが、全米に衝撃を与え、アメリカ政府の科学政策そのものが問い直されるということが起こったのである。教育界に対する批判も同様にしておこり、公立学校における科学教育の見直しが行われることになった。
その結果、1967年にはスコープス裁判で争われたテネシー州の反進化論法（通称バトラー法）が廃止され、さらには1968年のアーカンソー州の公立学校における進化論教育を禁止した法律に対する裁判（エパーソン対アーカンソー州事件）において、聖書に一致しないという理由で進化論を教授することを禁止することは、特定の理論を抹消しようとする試みであり、合衆国憲法修正第1条（表現の自由や信教の自由などをあつかっている）に違反するとする、初の連邦最高裁判所の判断を引き出すことに成功するのである。

### アーカンソー州授業時間均等法裁判（1982年）
1968年の裁判によって進化論を教えることを禁ずる法律は違憲とされたわけであるが、その後のアメリカの保守化の流れによって、再びファンダメンタリストは反進化論法と呼べる法律を成立させることに成功する。それが1981年にアーカンソー州とルイジアナ州で制定された、公立学校教育において進化論と創造科学を均等な授業時間で教えることを定めた法律である。
創造科学は1968年の判決をうけて創造論者が生み出した、創造論を科学的理論で説明しようとする主張である。一見科学理論のようにみえるが、実際にはすべての発端が神の御業によるものとするため検証が行えない学説である。しかしファンダメンタリストはこれを科学理論として進化論と同じ扱いをするよう求めたのである。
1981年に起こったこの裁判では、創造科学は科学なのか、あるいは進化論は科学といえるのかということが争点となった。創造論者は当初創造科学は科学であるとしていたが、次第に弁護が苦しくなると、逆に進化論は科学理論とは言えず宗教と同じものであるという主張をするようになっていった。
これに対し、この裁判を担当した連邦判事ウィリアム・オヴァートンは、創造科学を科学ではないと結論し、特定の宗教の教義を助けるものだとして、1982年1月5日、アーカンソー州法に違憲判決を下した。彼は判決文のなかで、「科学理論とは不変のものでなく、その理論に一致しない事実や反証などによって、つねに改訂または破棄されうるものである。その理論の用語によって教義化され、絶対的で、決して改訂されることがないものは科学理論ではない。」と述べた。
そして、学校教育のなかで教えるべき科学理論とはどのようなものか、その条件を提示した。
1. 自然法則により導き出される。
2. 自然法則への言及によって説明される。
3. 経験可能な世界に対して検証可能である。
4. その結論は仮のものである。つまり、最終的な結論である必要がない。
5. 反証可能である。

オヴァートン判事の判決文は、科学の定義に関する優れた論文として、その後アメリカの科学雑誌『サイエンス』に全文が掲載されている。

### ルイジアナ州授業時間均等法裁判（1987年）
残るもう一つの反進化論法であるルイジアナ州の授業時間均等法は、連邦最高裁判所まで争われることになった。1982年に類似の法律に判決が出ているため、それを追認するかどうかが問題点であった。
1987年、連邦最高裁判所は7対2の票差でルイジアナ州法に違憲判決を下した（反対票を投じたのはレーガン大統領に任命された保守系の判事であった）。その結果、1920年代に始まった進化論裁判に、一つの区切りがついたのである。

## 現在の動き
1982年のオヴァートン判事によって科学ではないと否定された創造科学は、その後その主張の一部を変更し、現在はインテリジェント・デザイン論（知的デザイン論）というものに姿を変えている。生物は偶然によって創造されたとするには複雑すぎるので、なんらかの高度な知性が働いたに違いない。つまり世界を創造したのは神だとはせず、なにかの知的な存在（デザイナー）だとするのである。この考えかたは1802年にイギリスの神学者ウィリアム・ペアリーが『自然神学』で著したものを、そっくりなぞったものになっている。
1989年に出版された『パンダとヒトについて』という子供向けの本は、この知的デザイン論の入門書として知られているが、そのなかでは聖書の出来事は一切触れられていない。創造論者はこれらの本を教科書として採用するよう教育委員会に強く働きかけているのである。
1987年、最高裁判所にて公立校における「創造科学」 教育に対し違憲判決以降、 1990年代には「創造論運動」は選挙により教育委員を送りこむことで、 生物進化の教育の阻止を目指した。1990年代後半には、生物進化の教育を巡って、 州レベルの教育委員会で議論が起こっている。 テキサス州教育委員会では生物学教科書、 ネブラスカ州、ニューメキシコ州では科学教育のガイドライン、 アラバマ州では教科書の見返し、カンザス州では「科学カリキュラム基準」を巡って創造論と進化論を巡る議論が行われていた。
アメリカにおいて、生物の授業で進化論に言及したがらない教師が存在するのは、教育委員会や一部の親からの抗議などが無言の圧力になっているとされている。
1991年に行われた「ギャロップ調査によれば、今でも47％のアメリカ人（大学卒でも4分の1）は「神がこの一万年のある時点で人間をほぼ現在の形につくった」と信じている」という。1990年代にも反進化論運動は衰えていなかったといわれている。
2004年11月のCBSの調査では、55%のアメリカ人が神が人を創造したと考えているという結果がでている。
2005年8月、ジョージ・W・ブッシュ米大統領は、インテリジェント・デザイン論が学校で教えられることはよいことだと発言した。翌日、大統領報道官は前日の大統領の発言に関して「進化論を学校教育から外そうとも、創造論を教えようとも考えていない」と弁明した。
2005年にはペンシルベニア州でも同州のドーバー学区が高校の生物の授業にインテリジェント・デザイン論を導入しようとした。しかし保護者の訴えにより起こった裁判（ドーバー裁判）で、同州連邦地裁は同年12月20日、同教育に違憲判決を下した。ジョーンズ判事は、インテリジェント・デザイン論は「科学理論ではなく宗教的見解」だと判断し、同論の目的は「公立学校で宗教を教えることにある。信じられない愚行だ」と述べた。
2009年2月11日に米世論調査企業ギャラップが発表した調査結果によると、米国で「進化論」を信じる人は39%にとどまり、全く信じない人が25%だった。36%は進化論に対して意見を持っていなかった。なお、この調査では若年・信仰心の薄い者ほど進化論を信じる割合が高くなっている。過去10年間に行われた調査においても、44〜47%の人が、神が過去1万年ほどの間に、人間を現在のような形で創造したと信じていると答えている。

## 映画
風の遺産(en)（スコープス裁判を題材にしている）